# Cattedrale Sioni
La cattedrale della Dormizione (in georgiano ღვთისმშობლის მიძინების ტაძარი?), comunemente nota come Sioni (სიონი), è una cattedrale ortodossa di Tbilisi, in Georgia. Deve l'appellativo "Sioni" a una tradizione in uso nella Georgia medievale, consistente nel dare alle chiese il nome dei luoghi della Terra santa. La cattedrale, infatti, porta il nome del Monte Sion di Gerusalemme. È sita nella storica "Sionis Kucha" ("Strada di Sion"), nel centro della capitale georgiana. La sua facciata orientale si estende sulla riva destra del fiume Kura. Il nucleo originario del tempio fu costruito tra il VI ed il VII secolo. Da allora, la cattedrale è stata distrutta più volte dagli invasori stranieri e poi ricostruita. L'edificio attuale risale al XIII secolo, ma ha subito alcuni cambiamenti tra il XVII ed il XIX secolo. La cattedrale è stata per lungo tempo la più importante chiesa del paese, nonché la sede ufficiale del Catholicos Patriarca della Chiesa apostolica autocefala ortodossa georgiana fino alla consacrazione della Cattedrale della Santissima Trinità nel 2004.

## Storia e descrizione

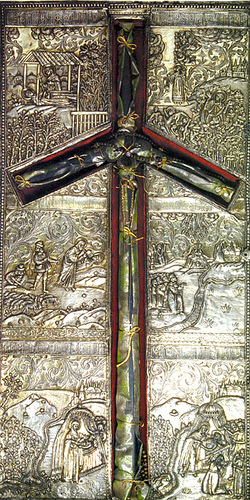
Croce di Santa Nino

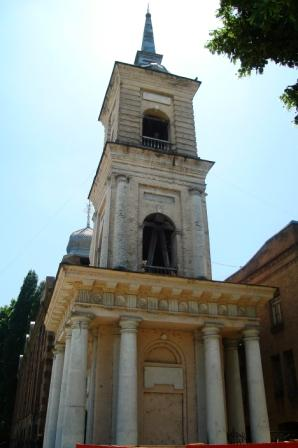
Campanile neoclassico

Secondo gli annali georgiani medievali la costruzione della prima chiesa fu iniziata nel V secolo per volere del sovrano Vakhtang I. Un secolo dopo, il principe Guaram I diede avvio alla costruzione di una nuova chiesa sulle rovine di quella esistente. La costruzione iniziò attorno al 575 e si concluse nel 639 circa, sotto il principato di Adarnase I. Secondo una leggenda entrambi i principi furono sepolti nella chiesa, tuttavia nessuna traccia delle loro spoglie mortali è stata individuata. L'edificio fu poi completamente distrutto dagli arabi e quindi ricostruito da capo.
La ricostruzione della cattedrale fu completata nel 1112, sotto il regno di Davide IV. La struttura fu gravemente danneggiata nel 1227, quando la cupola fu distrutta per ordine dello scià Jalal al-Din Mankubirni, durante l'assedio che causò la tragedia dei centomila martiri di Tbilisi. In seguito la cattedrale fu restaurata, ma nel 1386 subì un nuovo danneggiamento ad opera delle truppe di Tamerlano. I successivi restauri furono voluti dal re Alessandro I. Nuovi problemi per l'edificio vennero causati da un'invasione persiana nel XVII secolo. Nel 1657 il metropolita di Tbilisi Elise Saginashvili commissionò il restauro della cupola e la costruzione di una nuova cappella. Tuttavia la chiesa fu colpita da un incendio nel 1668. Nel 1710 il reggente di Kartli Vakhtang VI diede avvio a nuovi lavori di restauro per la cupola e le mura. Nel 1795 l'ennesima invasione persiana causò ancora una volta danni alla struttura.
L'interno della cattedrale subì delle modifiche estetiche tra il 1850 ed il 1860, quando l'artista e nobile russo Grigorij Gagarin realizzò un interessante ciclo di pittura murale, il quale però comportò la scomparsa degli antichi affreschi georgiani preesistenti. Una porzione degli affreschi murali della parete occidentale fu realizzata dal pittore georgiano Levan Tsutskiridze in tempi più recenti, precisamente negli anni ottanta. L'iconostasi in pietra risale al 1850 circa. Essa rimpiazzò una precedente iconostasi in legno bruciata durante l'invasione persiana del 1795.
Alla sinistra dell'altare è custodita la venerata "Croce di Santa Nino" che, secondo la tradizione, fu forgiata da Santa Cristiana (Nino), una donna proveniente dalla Cappadocia che si impegnò nella diffusione del cristianesimo in Georgia all'inizio del IV secolo. Il reliquiario della croce fu realizzato sotto il regno di Vakhtang III, nel XIV secolo. La cattedrale è entrata nella storia anche per il fatto di essere stata il luogo in cui fu pubblicato per la prima volta il manifesto che annunciava l'annessione della Georgia all'Impero russo. Ciò accadde il 12 aprile 1802, quando il comandante russo in capo, il generale Karl von Knorring, riunì i nobili georgiani nella cattedrale al fine di fargli prestare giuramento alla corona imperiale russa.
La cattedrale è dotata di due campanili. Uno è risalente al 1425, epoca del restauro voluto dal re Alessandro I. Fu largamente danneggiato dai persiani nel 1795 e restaurato nel 1939. L'altro venne invece costruito nel 1812 per commemorare la vittoria dell'Impero russo sugli ottomani nella guerra russo-turca (1806-1812). Si tratta di uno dei più datati esempi di architettura neoclassica nell'area del Caucaso meridionale. Le facciate del tempio sono semplici, con poche decorazioni, anche se arricchite da bassorilievi raffiguranti una croce e un leone incatenato sul lato occidentale e un angelo ed alcuni santi in quello nord. La cattedrale rimase aperta al culto durante il periodo sovietico e fu parzialmente restaurata tra il 1980 ed il 1983.
Nella cripta dell'edificio sono sepolti tutti i patriarchi defunti dopo il 1917, anno in cui fu restaurato il patriarcato georgiano.

## Galleria d'immagini

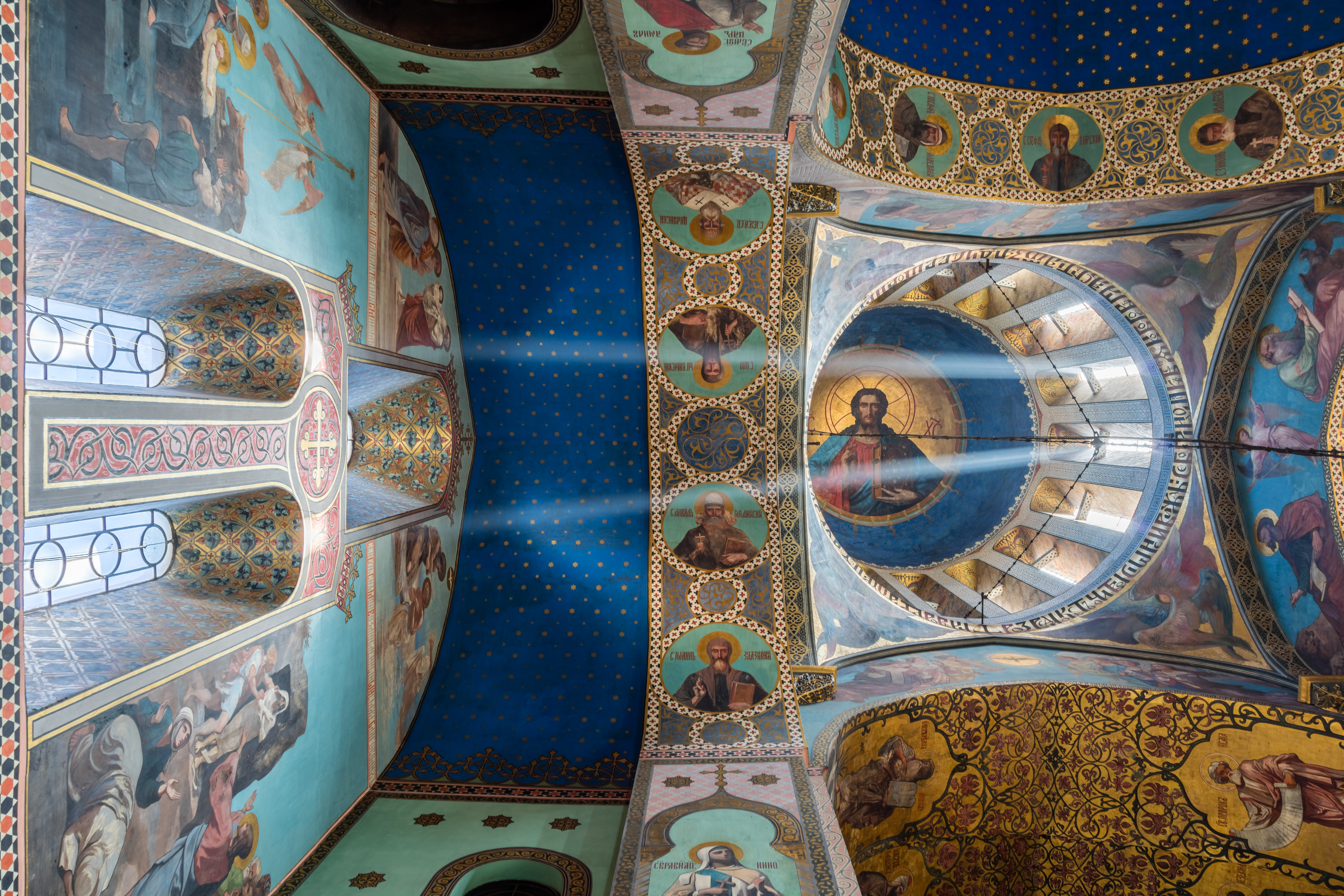
Soffitto
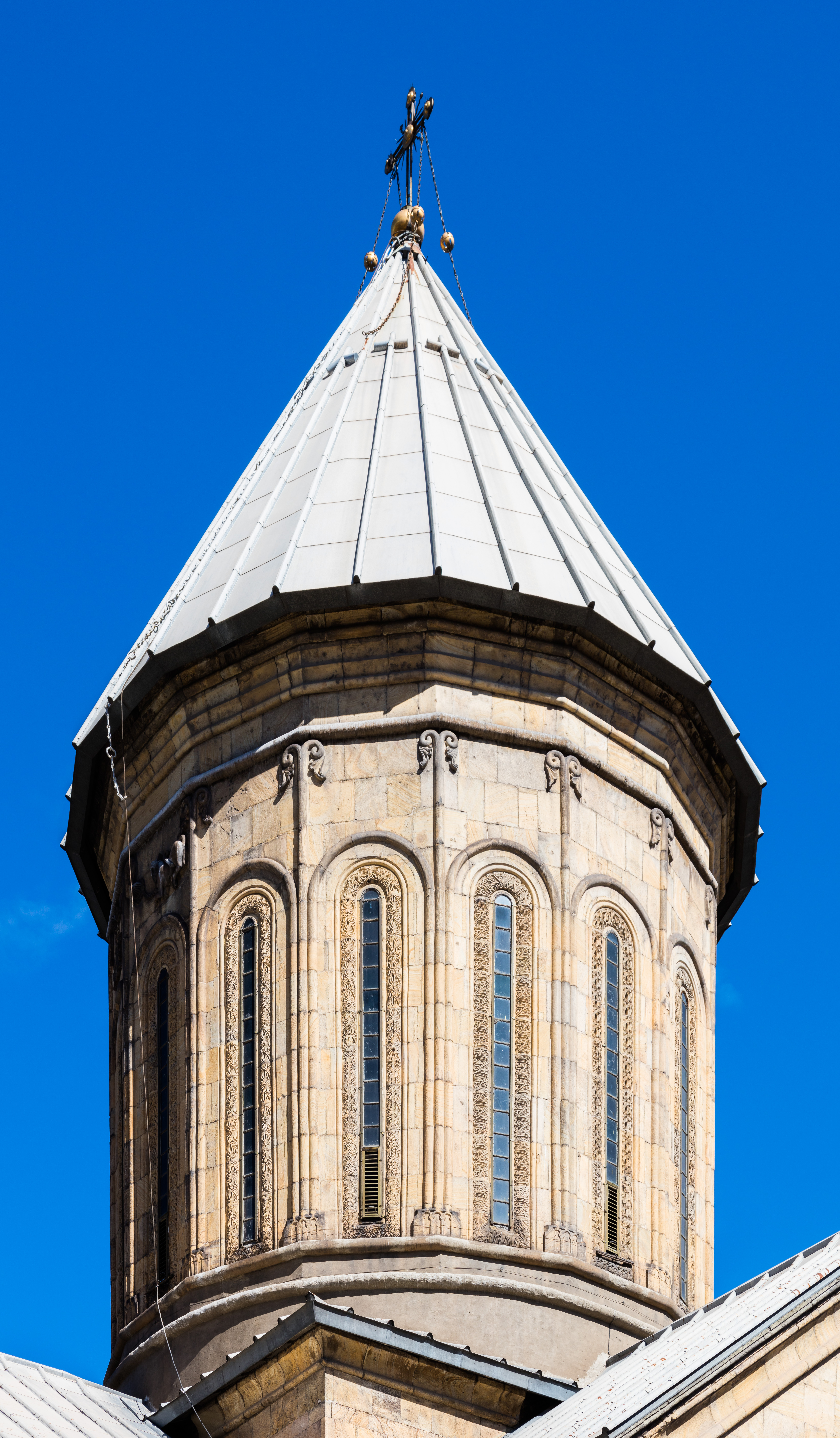
Torre
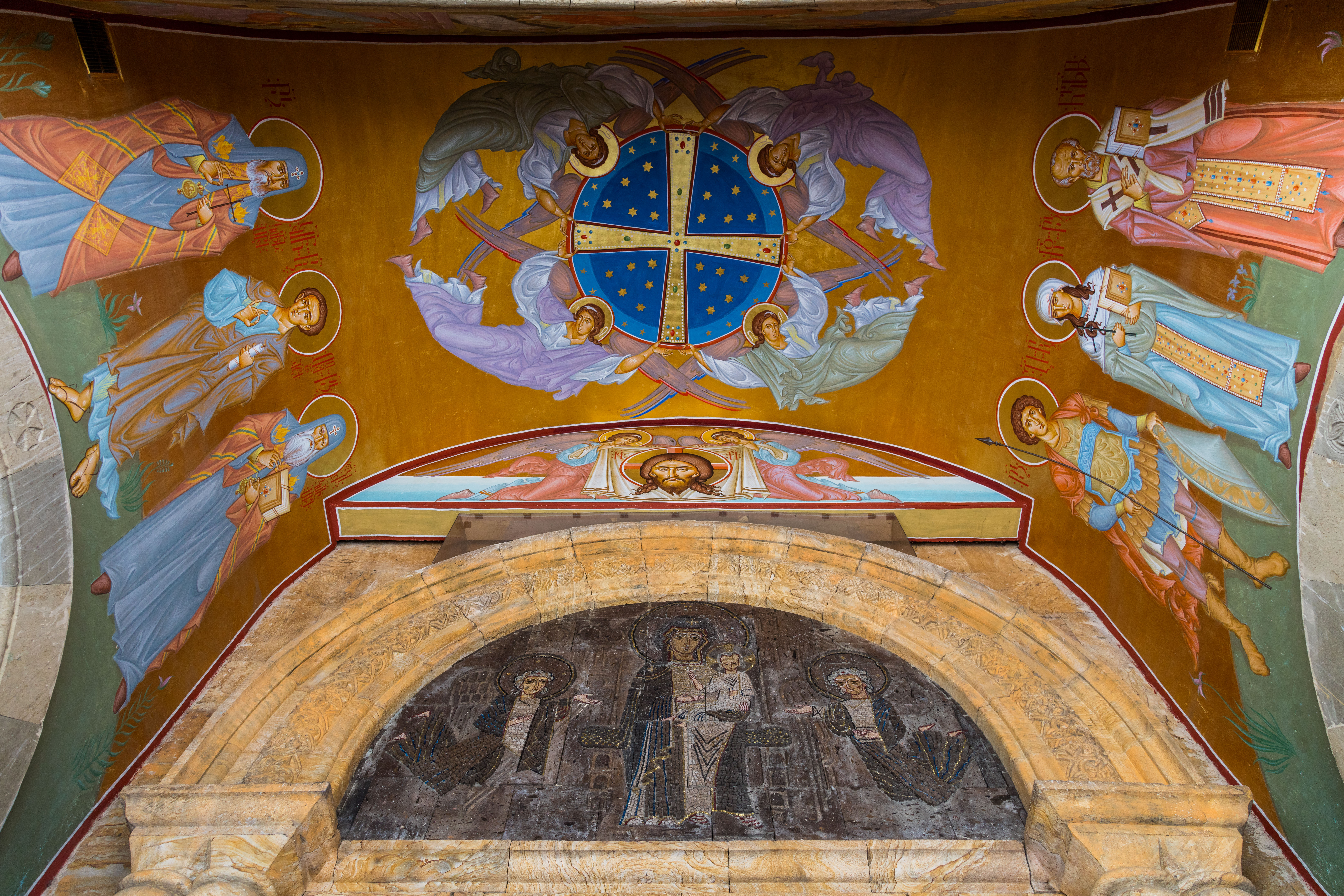
Affresco sopra l'ingresso
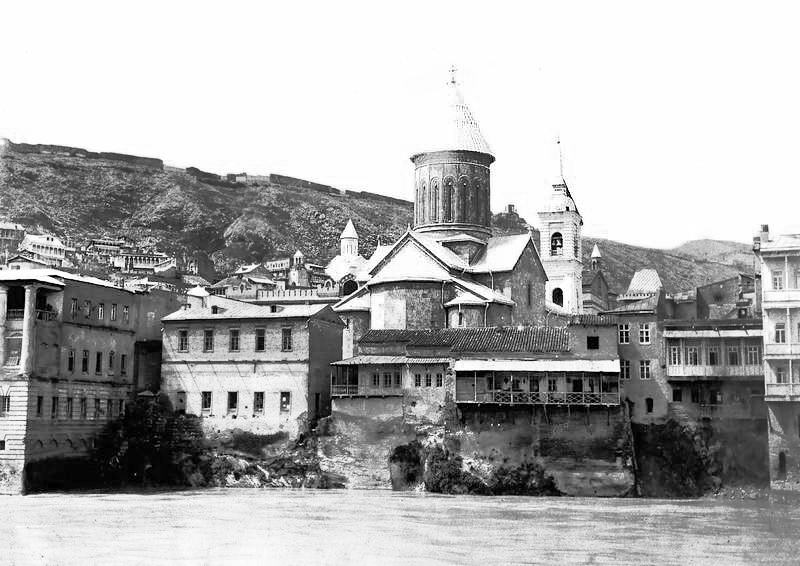
La cattedrale nel 1890
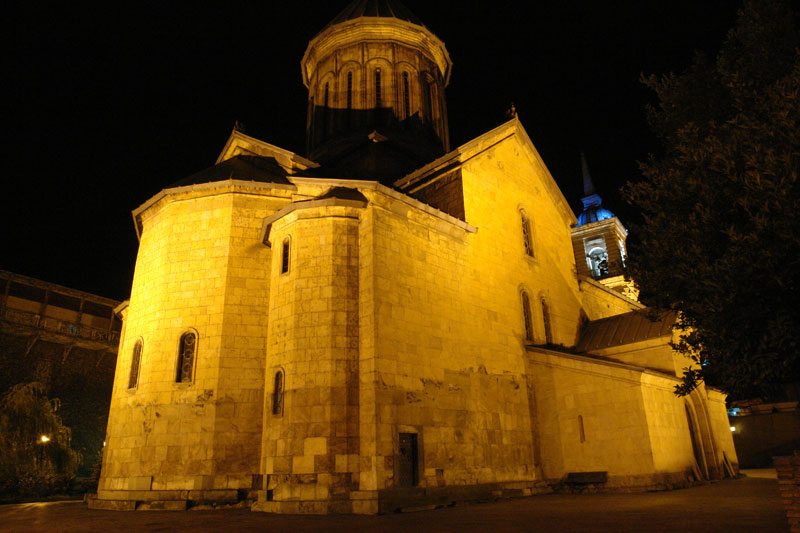
Veduta notturna
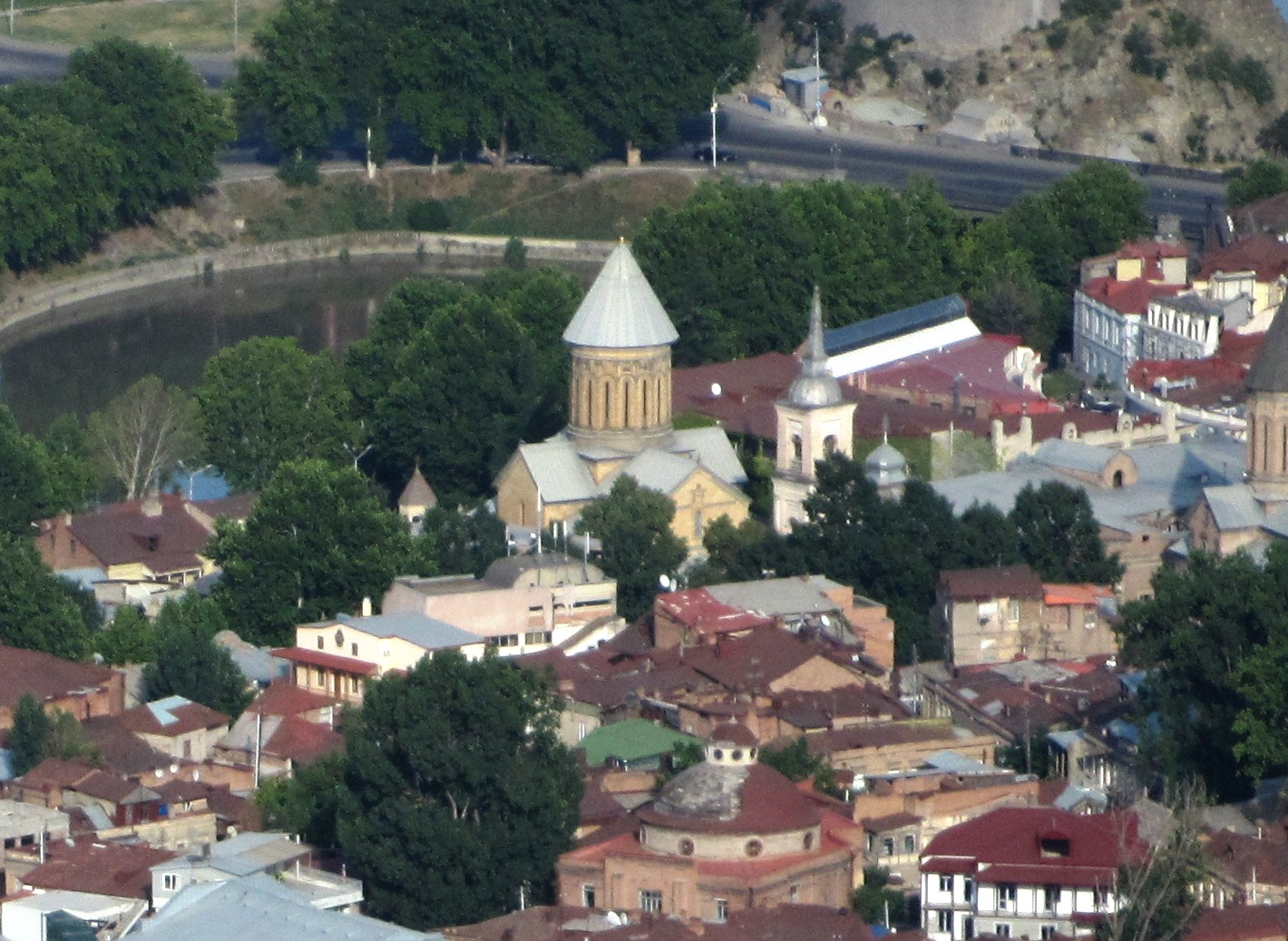
Veduta dall'alto
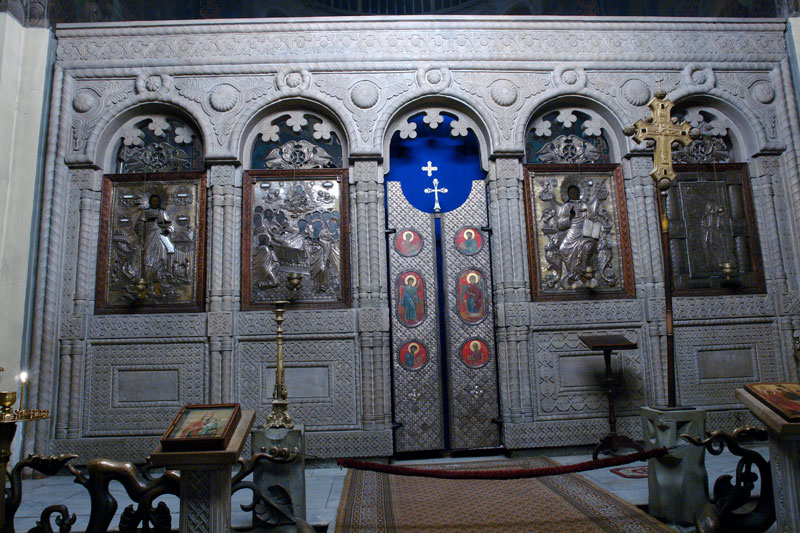
L'iconostasi